# Lichtenrader Prägung

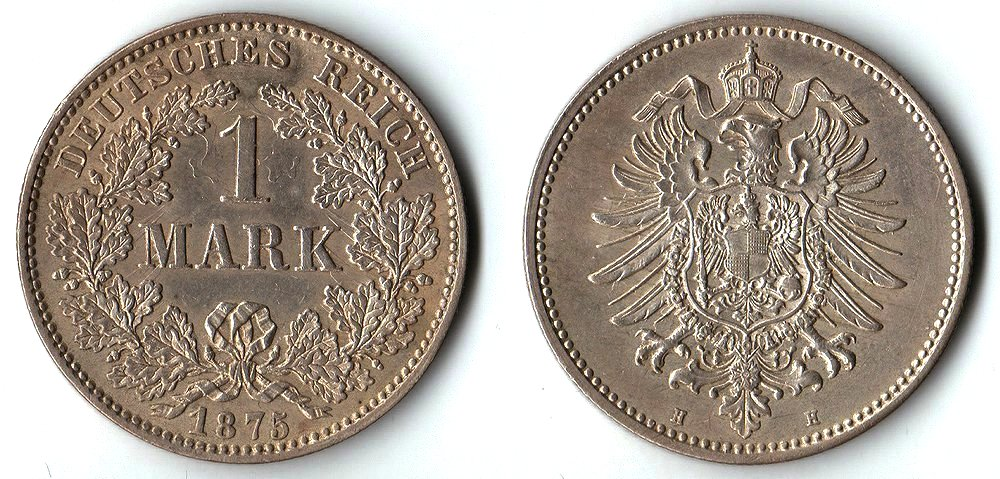
Lichtenrader Prägung eines Ein-Mark-Stückes von 1875 H (Münzzeichen H für Darmstadt) – auf der Zahlseite der Münze sind Elemente des Reichsadlers (Adlerschwingen und Kopfbereich) deutlich zu erkennen

Eine Lichtenrader Prägung (englisch: clashed dies) ist eine bei der Herstellung von Münzen aufgetretene Fehlprägung.
Befindet sich irrtümlich in der Münzpresse kein Rohling, wird das Motiv der Vorder- und Rückseite gegenseitig in die Prägestempel gedrückt. Bei nachfolgenden korrekten Prägungen ist die jeweils andere Motivseite schemenhaft auf der Münze zu erkennen. Lichtenrader Prägungen sind bei Numismatikern gesuchte Sammelobjekte.
Der Begriff Lichtenrader Prägung stammt auf dem Jahr 1976. Im Jahr zuvor wurden neue 5-DM-Stücke ausgegeben, sodass das damals noch neue Motiv größere Beachtung fand. Einer Volksbank im Berliner Ortsteil Lichtenrade fiel diese Fehlprägung auf, sie wurde zuerst für eine Münzfälschung gehalten. Es handelte sich damals um ein Exemplar aus dem Jahr 1975 mit der Prägestätte G für Karlsruhe.